# شاماتس
شاماتس (به لاتین: Šamac, Bosnia and Herzegovina) یک شهر در بوسنی و هرزگوین است که در جمهوری صرب بوسنی واقع شده‌است.

## خصوصیات
شاماتس ۱۷۷٬۵۴ کیلومترمربع مساحت و ۱۹٬۰۴۱ نفر جمعیت دارد.